# Железнодорожный (Ишимбай)
Железнодорожный — микрорайон города Ишимбая, расположенный в его западной части, на левом берегу реки Белой.
Граничит с Левобережной промышленной зоной города Ишимбая.

## История
Построен стихийно образован в начале 1930-х строителями железной дороги Уфа—Ишимбаево и затем работниками станции Ишимбаево.
После отчуждения земель города в пользу комбината № 18 г. Салавата (ныне ОАО «Газпром нефтехим Салават») решением заседания исполкома Ишимбайского городского Совета депутатов трудящихся от 24 сентября 1962 года (см. ниже), Железнодорожный стал находиться около 250 метров от промышленной зоны Салавата.

Решили:1. Комбинату № 18 г. Салавата под строительство прудов-наполнителей очистных сооружений отвести земельный участок площадью 24, 43 гектара из юго-западных земель поселка Кызыл Аул. 2. В связи со строительством предусмотреть снос попавших в километровую зону Кызыл Аул, Куч, Ирек и также поселок Юрматы, попавший под розу ветров от накопителей очистных сооружений

В 2011 году решением Ишимбайского горсовета на территории микрорайона определены границы для осуществления территориального общественного самоуправления.
В микрорайоне имеется избирательный участок.

## Улицы
- Заслонова
- Железнодорожная
- Локомотивная
- Терешковой
- Тургенева
- Челюскина

Дома обслуживаются ООО «ЖЭУ-5»

## Транспорт
- Городской автобусный маршрут № 7
- Железнодорожная станция Ишимбаево